# Avaux
Pour les articles homonymes, voir Avaux (homonymie).
Avaux est une commune française située dans le département des Ardennes, en région Grand Est.

## Géographie
| Proviseux-et-Plesnoy Aisne | Villers-devant-le-Thour | Asfeld           |
| Évergnicourt Aisne         | Avaux                   |                  |
| Brienne-sur-Aisne          |                         | Vieux-lès-Asfeld |

### Hydrographie

#### Réseau hydrographique
La commune est dans la région hydrographique « la Seine du confluent de l'Oise (inclus) à l'embouchure » au sein du bassin Seine-Normandie. Elle est drainée par l'Aisne, le canal Latéral à l'Aisne, un bras de l'Aisne et l'Aisne,.
L'Aisne est un  cours d'eau naturel navigable de 256 km de longueur, traversant les cinq départements Meuse, Marne, Ardennes, Aisne, Oise. Elle est un affluent de rive gauche de l'Oise, ce qui fait d'elle un sous-affluent de la Seine. Elle traverse la commune  dans sa partie sud sur une longueur d'environ 4,5 km.
Le canal latéral à l'Aisne est un canal, chenal navigable de 52 km. Il prend sa source dans la commune de Vieux-lès-Asfeld et se jette dans l'Aisne au niveau de la commune de Chassemy. Il traverse la commune dans sa partie sud d'est en ouestsur une longueur d'environ 0,2 km.

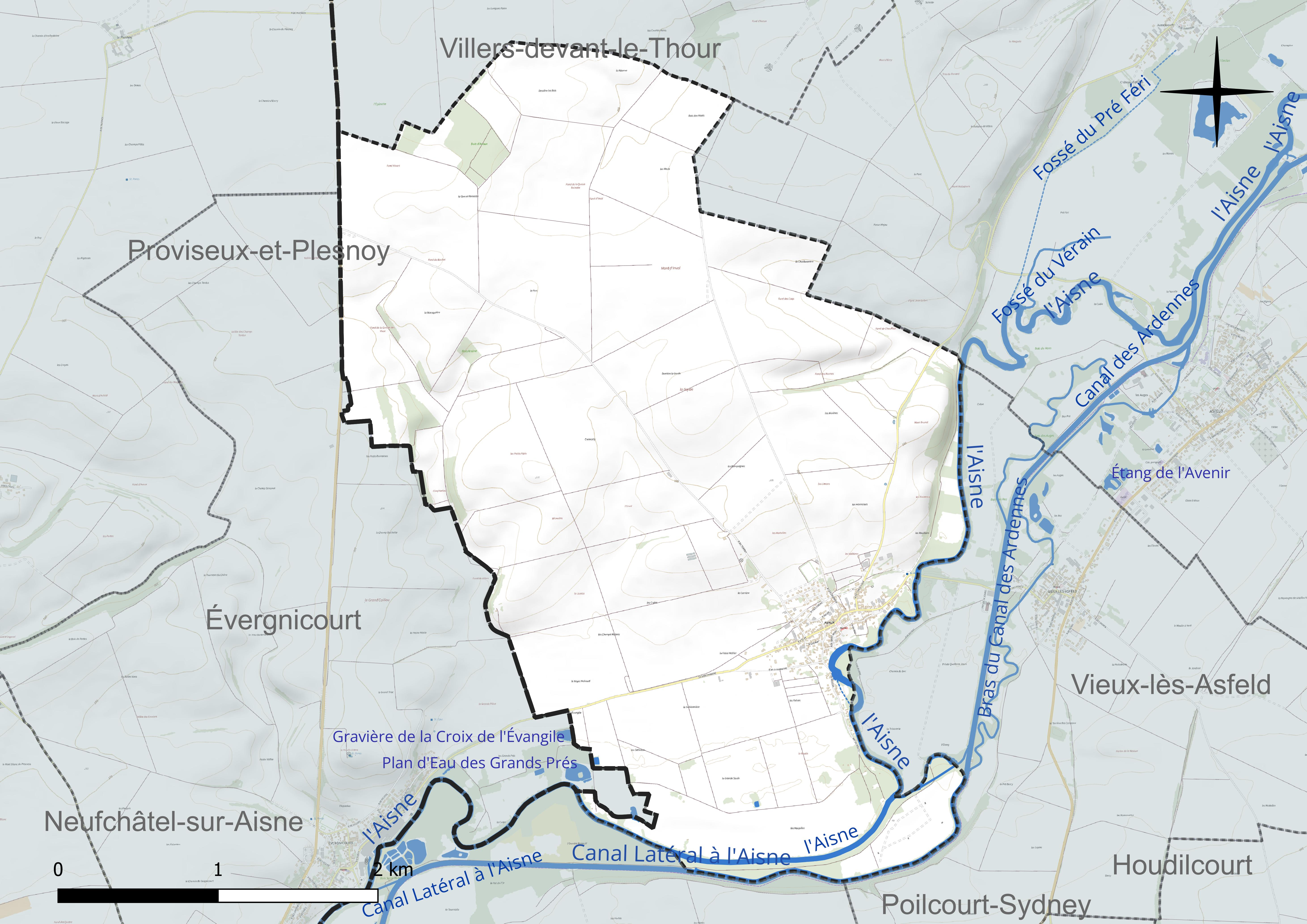
Réseaux hydrographique d'Avaux.

Un plan d'eau complète le réseau hydrographique : le plan d'eau 1 de la commune d'Avaux, d'une superficie totale de 0,5 ha (0,3 ha sur la commune),.

#### Gestion et qualité des eaux
Le territoire communal est couvert par le schéma d'aménagement et de gestion des eaux (SAGE) « Aisne Vesle Suippe ». Ce document de planification, dont le territoire s’étend sur 3 096 km 2 répartis sur trois départements (Aisne, Marne et Ardennes) et deux régions (Champagne-Ardenne et Picardie), a été approuvé le 16 décembre 2013. La structure porteuse de l'élaboration et de la mise en œuvre est le syndicat d’aménagement des bassins Aisne Vesle Suippe (SIABAVES).
La qualité des cours d’eau peut être consultée sur un site dédié géré par les agences de l’eau et l’Agence française pour la biodiversité.

### Climat
Pour des articles plus généraux, voir Climat du Grand Est et Climat des Ardennes.
En 2010, le climat de la commune est de type climat océanique dégradé des plaines du Centre et du Nord, selon une étude du Centre national de la recherche scientifique s'appuyant sur une série de données couvrant la période 1971-2000. En 2020, Météo-France publie une typologie des climats de la France métropolitaine dans laquelle la commune est exposée à un climat océanique altéré et est dans la région climatique Nord-est du bassin Parisien, caractérisée par un ensoleillement médiocre, une pluviométrie moyenne régulièrement répartie au cours de l’année et un hiver froid (3 °C).
Pour la période 1971-2000, la température annuelle moyenne est de 10,3 °C, avec une amplitude thermique annuelle de 15,4 °C. Le cumul annuel moyen de précipitations est de 682 mm, avec 12,1 jours de précipitations en janvier et 8,9 jours en juillet. Pour la période 1991-2020, la température moyenne annuelle observée sur la station météorologique de Météo-France la plus proche, « Banogne-Recouvrance », sur la commune de Banogne-Recouvrance à 13 km à vol d'oiseau, est de 11,1 °C et le cumul annuel moyen de précipitations est de 773,4 mm. 
La température maximale relevée sur cette station est de 40,8 °C, atteinte le 25 juillet 2019 ; la température minimale est de −14 °C, atteinte le 10 janvier 2003,,.
Les paramètres climatiques de la commune ont été estimés pour le milieu du siècle (2041-2070) selon différents scénarios d'émission de gaz à effet de serre à partir des nouvelles projections climatiques de référence DRIAS-2020. Ils sont consultables sur un site dédié publié par Météo-France en novembre 2022.

## Urbanisme

### Typologie
Au 1er janvier 2024, Avaux est catégorisée commune rurale à habitat dispersé, selon la nouvelle grille communale de densité à 7 niveaux définie par l'Insee en 2022.
Elle est située hors unité urbaine. Par ailleurs la commune fait partie de l'aire d'attraction de Reims, dont elle est une commune de la couronne,. Cette aire, qui regroupe 294 communes, est catégorisée dans les aires de 200 000 à moins de 700 000 habitants,.

### Occupation des sols
L'occupation des sols de la commune, telle qu'elle ressort de la base de données européenne d’occupation biophysique des sols Corine Land Cover (CLC), est marquée par l'importance des territoires agricoles (95,6 % en 2018), en augmentation par rapport à 1990 (92,3 %). La répartition détaillée en 2018 est la suivante : 
terres arables (87 %), zones agricoles hétérogènes (7 %), zones urbanisées (3,4 %), prairies (1,6 %), forêts (1 %). L'évolution de l’occupation des sols de la commune et de ses infrastructures peut être observée sur les différentes représentations cartographiques du territoire : la carte de Cassini (XVIIIe siècle), la carte d'état-major (1820-1866) et les cartes ou photos aériennes de l'IGN pour la période actuelle (1950 à aujourd'hui).

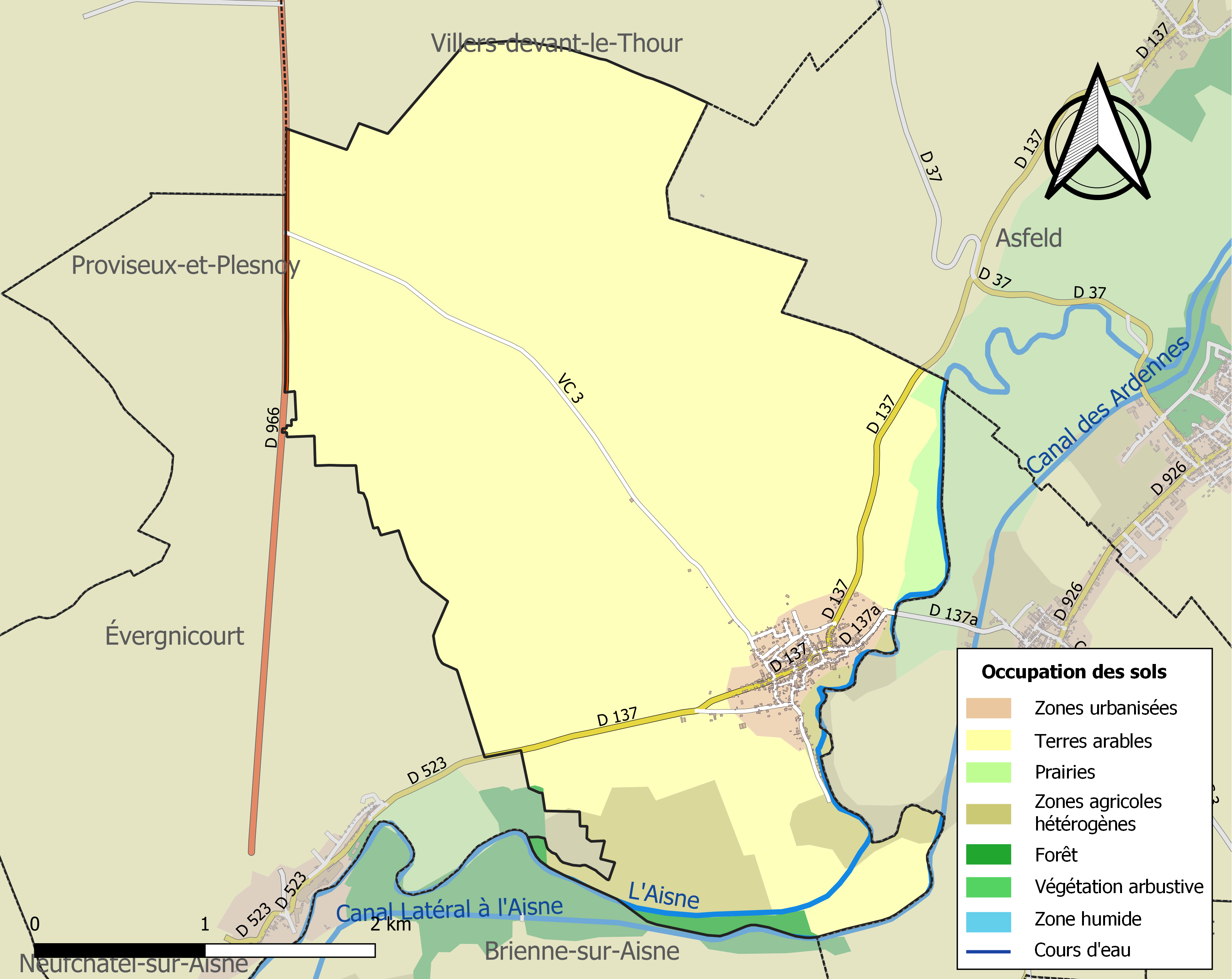
Carte des infrastructures et de l'occupation des sols de la commune en 2018 (CLC).

## Histoire
Situé à proximité d'Asfeld et au bord de l'Aisne, un château des seigneurs d'Escry s'élève en ce lieu au Moyen Âge. 
En 882, le roi des Francs Carloman II y défait les Vikings.
Avaux devient en 1638 le siège d'un comté puis est réuni en 1670, par Jean-Jacques de Mesmes, avec Escry : Avaux est alors nommé Avaux-le-Château, et Escry Avaux-la-Ville.
Les habitants d'Avaux sont les Avalois(es).

## Politique et administration
| Période                                  | Période                   | Identité                                     | Étiquette | Qualité            |
| ---------------------------------------- | ------------------------- | -------------------------------------------- | --------- | ------------------ |
|                                          | 1876                      | Camusetr                                     |           |                    |
| 1877                                     |                           | Camus                                        |           |                    |
| mars 2001                                | mars 2008                 | M. Pascal Beguin                             |           |                    |
| mars 2008                                | En cours (au 25 mai 2020) | Didier Marby, Réélu pour le mandat 2020-2026 |           | Ancien agriculteur |
| Les données manquantes sont à compléter. |                           |                                              |           |                    |

## Démographie
L'évolution du nombre d'habitants est connue à travers les recensements de la population effectués dans la commune depuis 1793. Pour les communes de moins de 10 000 habitants, une enquête de recensement portant sur toute la population est réalisée tous les cinq ans, les populations de référence des années intermédiaires étant quant à elles estimées par interpolation ou extrapolation. Pour la commune, le premier recensement exhaustif entrant dans le cadre du nouveau dispositif a été réalisé en 2006.

En 2022, la commune comptait 511 habitants, en évolution de +10,37 % par rapport à 2016 (Ardennes : −2,97 %, France hors Mayotte : +2,11 %).
| 1793 | 1800 | 1806 | 1821 | 1831 | 1836 | 1841 | 1846 | 1851 |
| ---- | ---- | ---- | ---- | ---- | ---- | ---- | ---- | ---- |
| 506  | 574  | 504  | 644  | 705  | 716  | 725  | 682  | 704  |

| 1866 | 1872 | 1876 | 1881 | 1886 | 1891 | 1896 | 1901 | 1906 |
| ---- | ---- | ---- | ---- | ---- | ---- | ---- | ---- | ---- |
| 753  | 710  | 649  | 653  | 650  | 631  | 606  | 602  | 592  |

| 1911 | 1921 | 1926 | 1931 | 1936 | 1946 | 1954 | 1962 | 1968 |
| ---- | ---- | ---- | ---- | ---- | ---- | ---- | ---- | ---- |
| 575  | 405  | 431  | 404  | 417  | 359  | 361  | 355  | 327  |

| 1975 | 1982 | 1990 | 1999 | 2006 | 2011 | 2016 | 2021 | 2022 |
| ---- | ---- | ---- | ---- | ---- | ---- | ---- | ---- | ---- |
| 317  | 293  | 404  | 454  | 463  | 461  | 463  | 496  | 511  |

## Culture locale et patrimoine

### Lieux et monuments
- Église Notre-Dame d'Avaux.

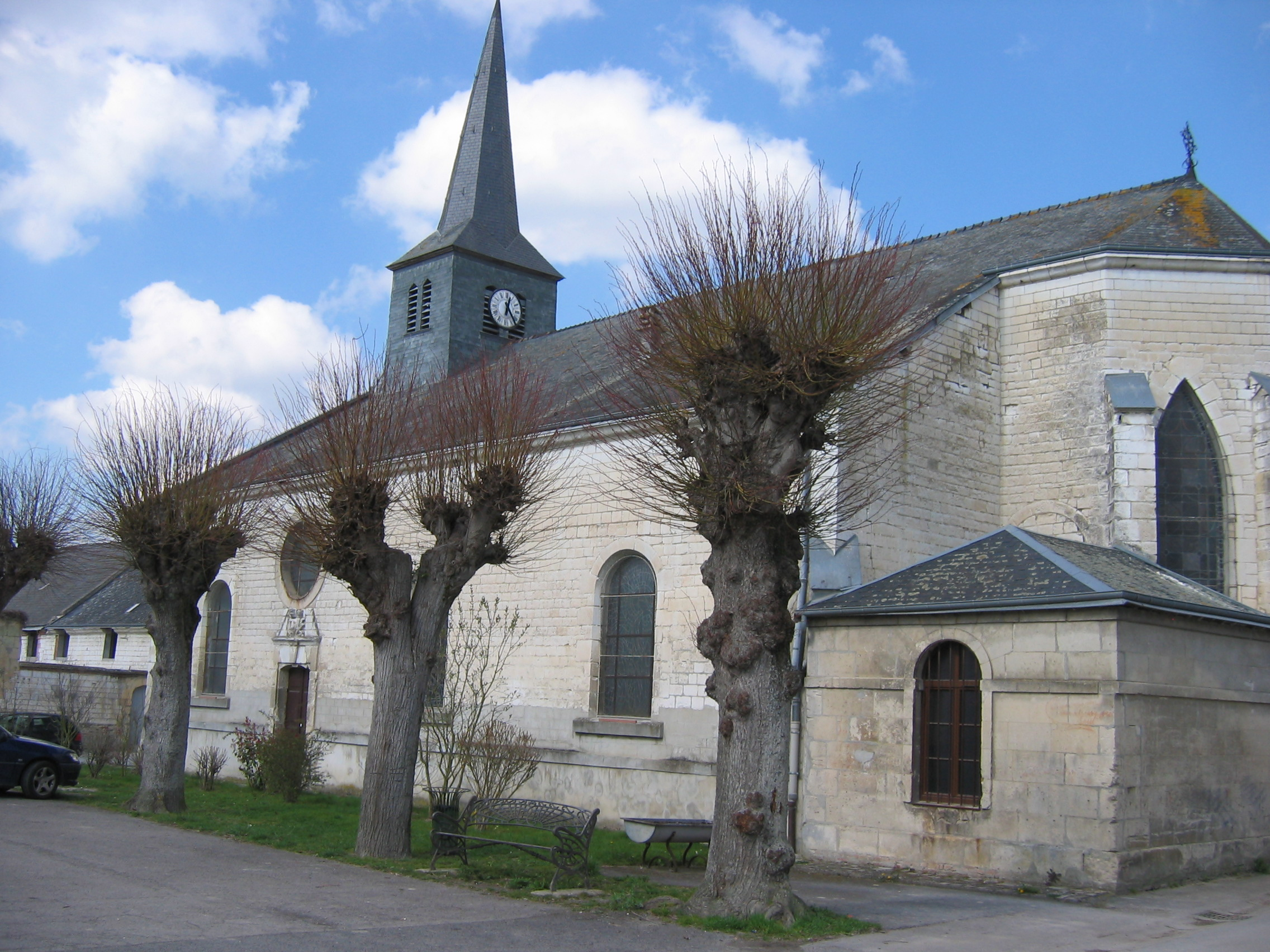
Église.
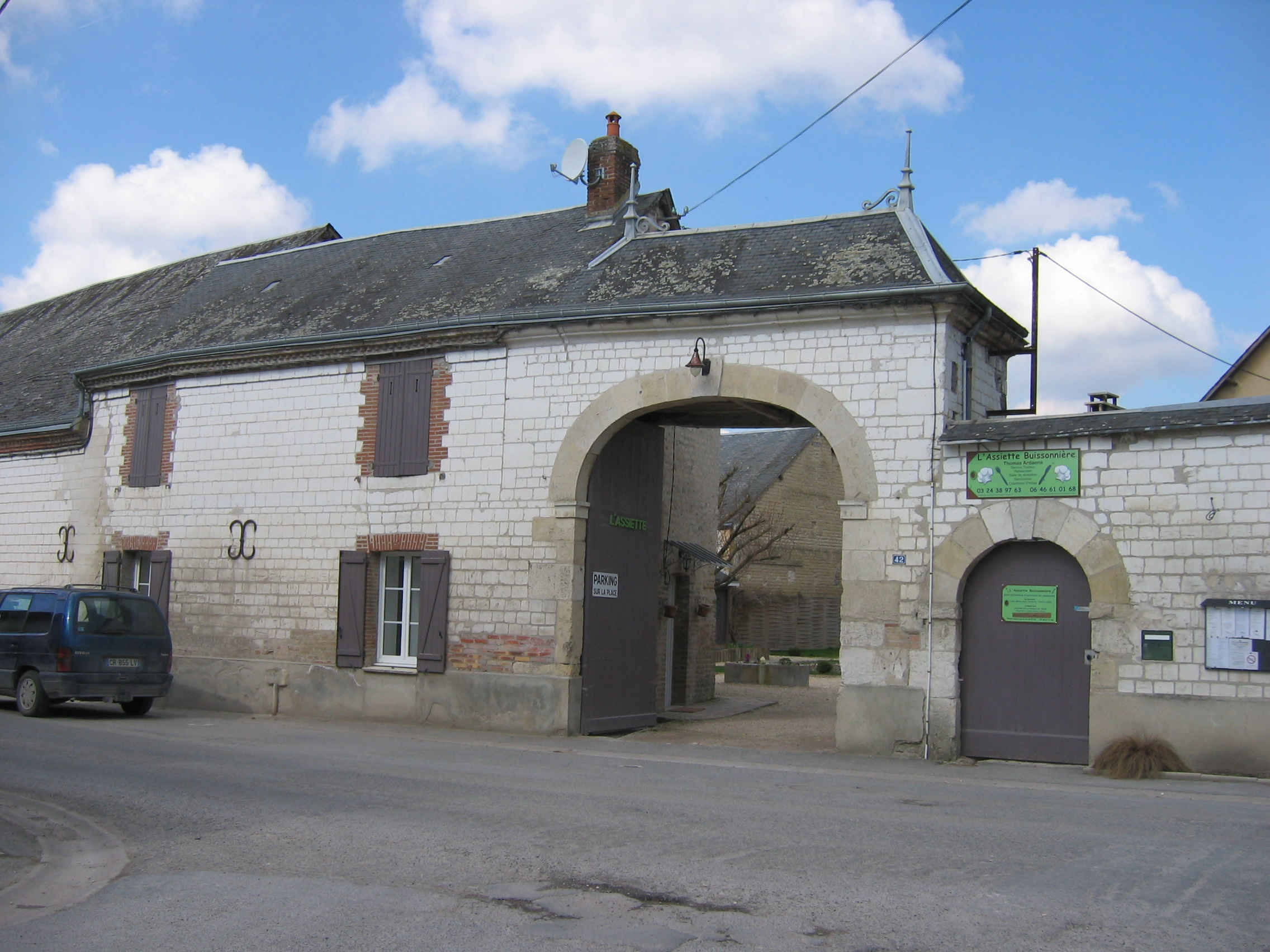
Ferme dans la rue principale.
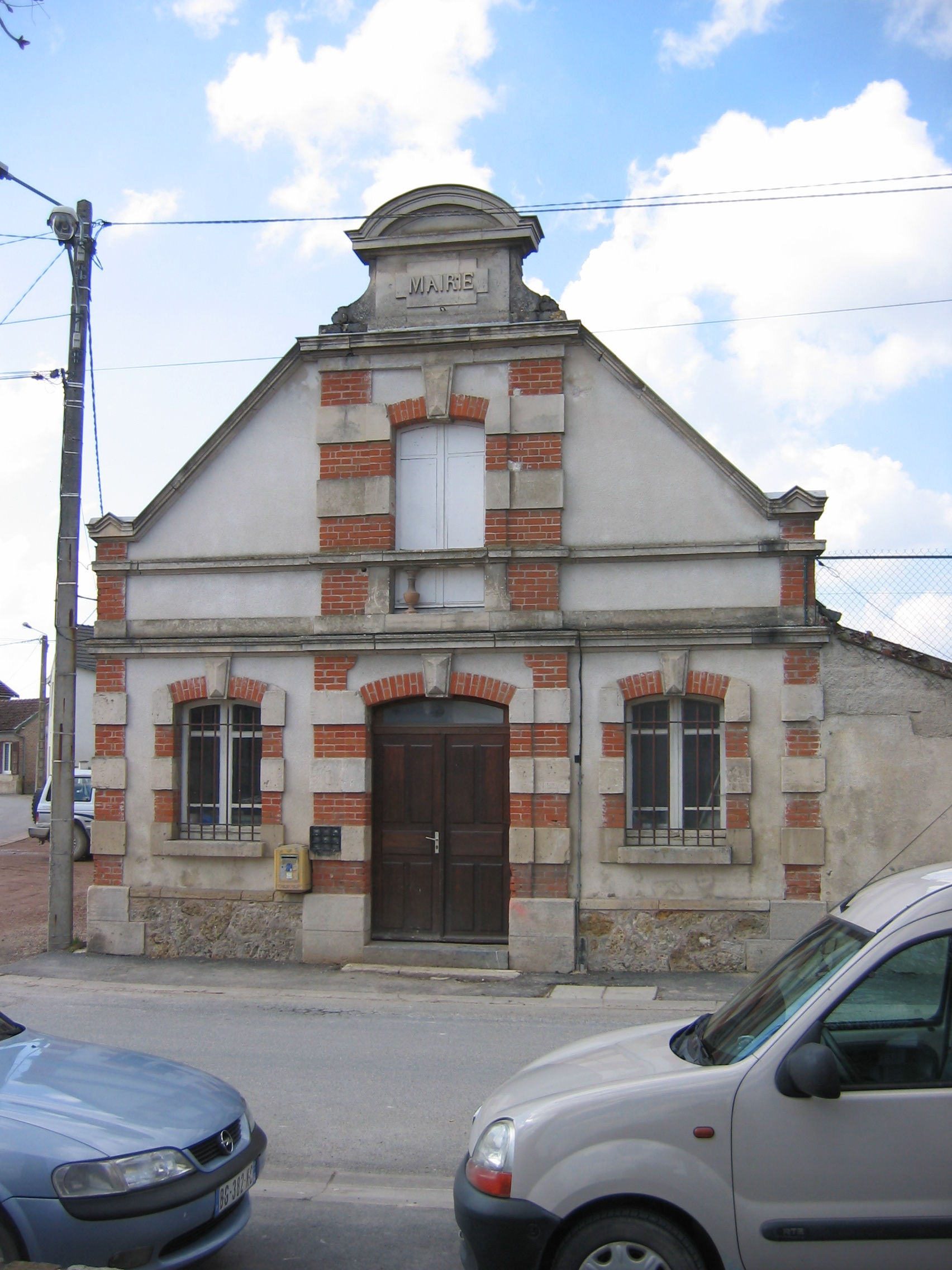
Ancienne mairie.

### Personnalités liées à la commune
- Claude de Mesmes, comte d’Avaux (1595-1650), diplomate et homme de lettres.
- Jean-Jacques de Mesmes, comte d'Avaux (1640-1688), magistrat et érudit français connu pour avoir développé la ville d'Asfeld.
- Yves Gibeau (1916-1994), écrivain français dont la famille était originaire d'Avaux et qui y vécut en partie dans sa jeunesse[27].

### Héraldique
| Blason de Avaux | Blason  | D'azur au lion couronné d'argent issant de la pointe, au chef d'or chargé d'un croissant de sable accosté de deux étoiles du même. |
| Blason de Avaux | Détails | |